# Nolare tjärnet
Nolare tjärnet är en sjö i Arvika kommun i Värmland och ingår i Göta älvs huvudavrinningsområde. Sjön är 12 meter djup, har en yta på 0,21 kvadratkilometer och befinner sig 131,5 meter över havet.

## Delavrinningsområde
Nolare tjärnet ingår i det delavrinningsområde (664845-131509) som SMHI kallar för Utloppet av Nyesjön. Medelhöjden är 133 meter över havet och ytan är 6,08 kvadratkilometer. Räknas de 25 avrinningsområdena uppströms in blir den ackumulerade arean 642,62 kvadratkilometer. Vaggeälven (Kivilampälven) som avvattnar avrinningsområdet har biflödesordning 3, vilket innebär att vattnet flödar genom totalt 3 vattendrag innan det når havet efter 304 kilometer. Avrinningsområdet består mestadels av skog (70 procent). Avrinningsområdet har 1,04 kvadratkilometer vattenytor vilket ger det en sjöprocent på 17,1 procent.